# Кочмогора
Кочмогора — деревня в Пинежском районе Архангельской области России. Входит в состав Пиринемского сельского поселения.

## География
Деревня расположена в восточной части области у реки Пинега, при автодороге 11К-461, на расстоянии примерно в 30 километрах по прямой к северо-западу от районного центра села Карпогоры.

## Население
| 2002 | 2010 | 2012 |
| ---- | ---- | ---- |
| 0    | ↗3   | →3   |

Национальный состав
Согласно результатам переписи 2002 года, в национальной структуре населения русские составляли 100 % из 2 чел..

## Инфраструктура
Личное подсобное хозяйство с зоной сельскохозяйственного использования, индивидуальная застройка усадебного типа.

## Транспорт
Деревня доступна автотранспортом.